# علی (خواننده کره جنوبی)
علی (به انگلیسی: Ali) با نام اصلی چو یونگ-جین (به انگلیسی: Cho Yong-jin) (زاده ۲۰ نوامبر ۱۹۸۴) خواننده، ترانه‌سرا اهل کره جنوبی است.
علی در سال ۲۰۰۹ آغاز به کار کرد و به دلیل توانایی آوازی خود در مسابقه خوانندگی آوازهای جاودانه از شبکه تلویزیونی کی بی اس به شهرت رسید. گفته می‌شود نام هنری او برگرفته از نام محمد علی کلی بوکسور افسانه‌ای آمریکایی است.